# Philip Pearsall Carpenter
Pour les articles homonymes, voir Carpenter.
Philip Pearsall Carpenter est un homme d’église et un malacologiste britannique, né le 4 novembre 1819 à Bristol et mort le 24 mai 1877 à Montréal d’une fièvre typhoïde.

## Biographie
Il est le fils du pasteur Lant Carpenter, le frère du naturaliste William Benjamin Carpenter (1813-1885) et de la réformatrice Mary Carpenter (1807-1877). Il est ordonné prêtre de l’église presbytérienne en 1841. Il est nommé à Stand et à Warrington et, après un premier séjour au Canada, s’installe à Montréal en 1865 où il ouvre une école et une imprimerie. Il se marie avec Nina Meyer en 1860 et adopte un orphelin américain. La même année, il reçoit un doctorat à New York.
Il consacre une grande partie de son temps à la malacologie. Il étudie notamment les collections rassemblées par Frederick Reigen à Mazatlan (Mexique). Il est fortement influencé par son frère mais aussi par l’un de ses professeurs de Bristol, Samuel Stutchbury (1798-1859), géologue et biologiste. Il noue des contacts avec de nombreux naturalistes comme George Brettingham Sowerby I (1788-1854), Ezekiel Jewett (1791-1876), Augustus Addison Gould (1805-1866), Louis Agassiz (1807-1873), Charles Baker Adams (1814-1853), Thomas B. Bland (1809-1885), John McCrady (1831-1881)...

## Liste partielle des publications
- 1859 : On the relative value of human life in different parts of Canada.
- 1856 : avec Augustus Addison Gould (1805-1866), Descriptions of shells from the Gulf of California and the Pacific coasts of Mexico and California. Part II. Proceedings of the Zoological Society of London, 24 : 198-208.
- 1856 :  Monograph of the shells collected by T. Nuttall, Esq., on the California coast, in the years 1834-5. Proceedings of the Zoological Society of London, 24 : 209-229.
- 1857 : Report on the present state of our knowledge with regard to the Mollusca of the west coast of North America. Report of the British Association for the Advancement of Science, 1856 : 159-368 + 4 planches.
- 1857 : Catalogue of the collection of Mazataln shells, in the British Museum : collected by Frederick Reigen (Londres).
- 1857 : Catalogue of the collection of Mazatlan shells, in the British Museum: collected by Frederick Reigen (deuxième édition, Oberlin Press, Warrington) : i-viii + i-xii + 552 pp. (réédité en 1967 par Paleontological Research Institute, Ithaca).
- 1860 : Lectures on mollusks. Smithsonian Report : 117.
- 1872 : The mollusks of Western North America, Smithsonian Miscellaneous Collections, 12 : 1-446.

## Sources
- (en) Illinois Natural History Survey
- (fr) Dictionnaire des malacologues célèbres